# آبشار تارم
آبشار تارم نی‌ریز در موقعیت جغرافیایی E541716 N290742 در استان فارس واقع است. این آبشار در پنج کیلومتری شهر نی ریز و در دامنه کوه‌های جنوبی این شهر واقع بوده و تلفیقی از زیبایی‌های طبیعی چون چشمه، کوه، جنگل یک قنات زیبا به نام آبادزردشت بر زیبایی آن افزوده است. شهر نی ریز دویست کیلومتری شیراز واقع است. آب آبشار و چندین چشمه در نزدیکی آن پس از عبور از میان درختان انجیر به گورآب می‌ریزد. آبشار تارم یک آبشار فصلی با ارتفاع ۱۱۵ متر در شهرستان نی ریز استان فارس واقع شده است.

## نگارخانه

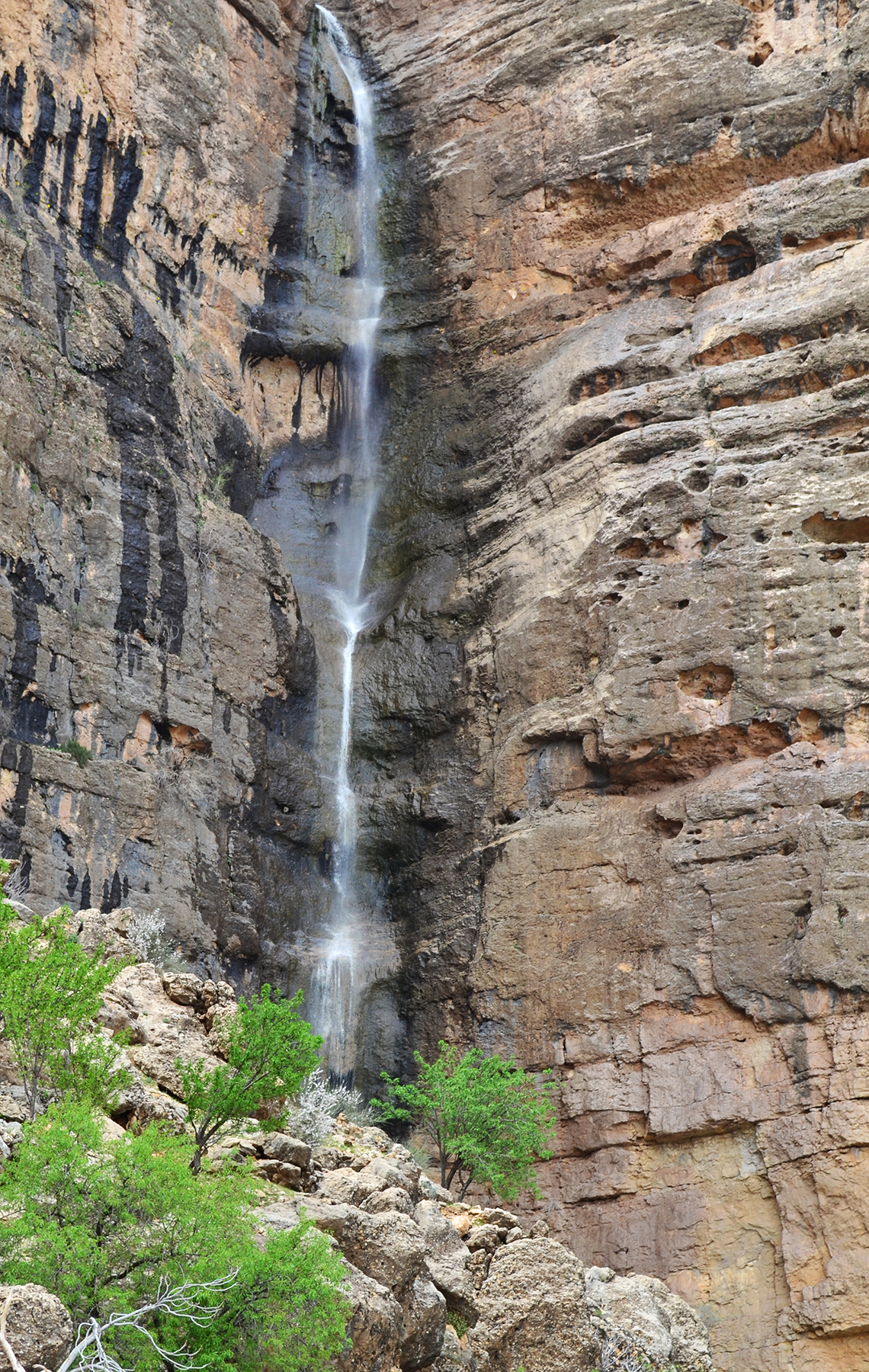
آبشار فصلی تارم
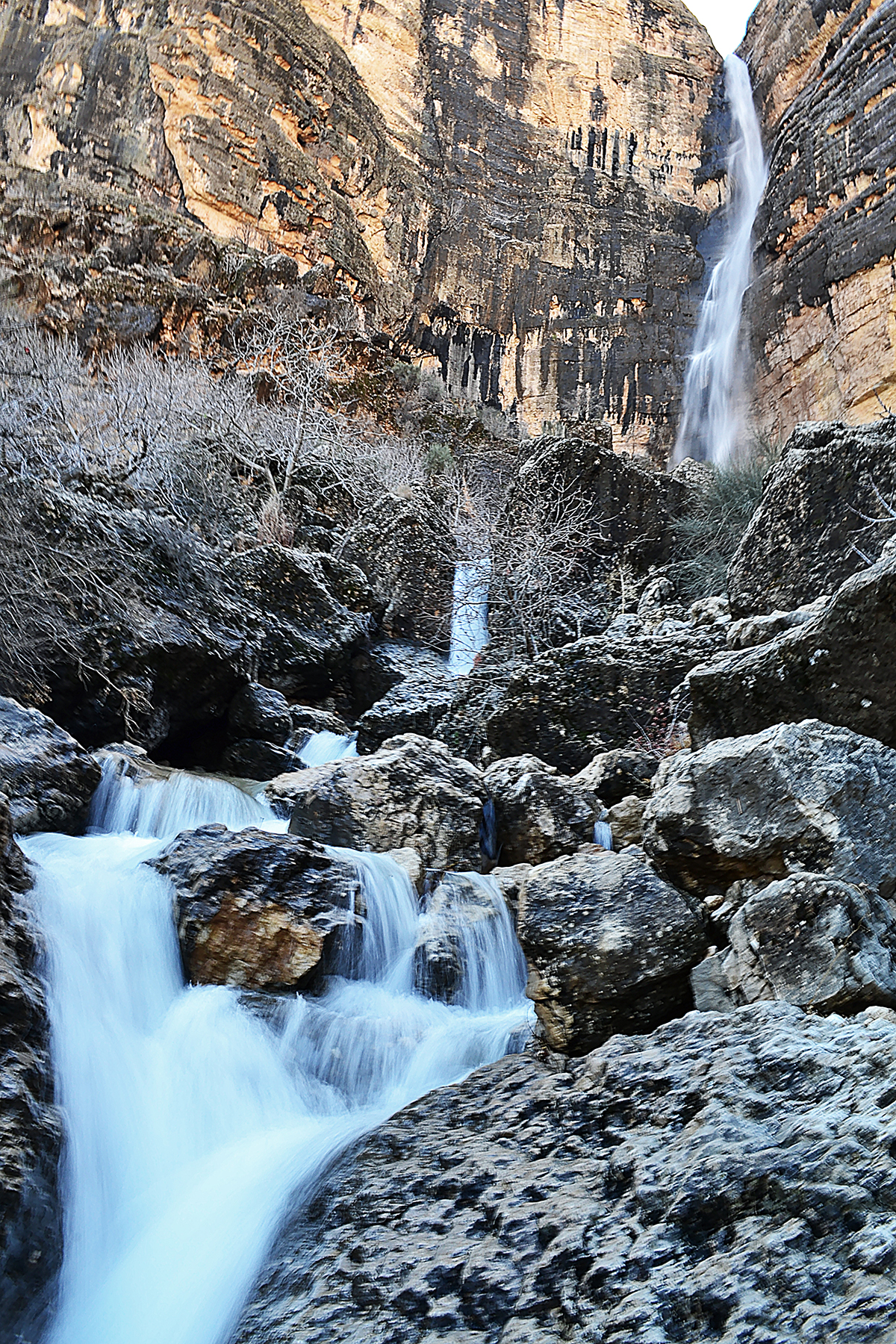
آبشار فصلی تارم در زمستان
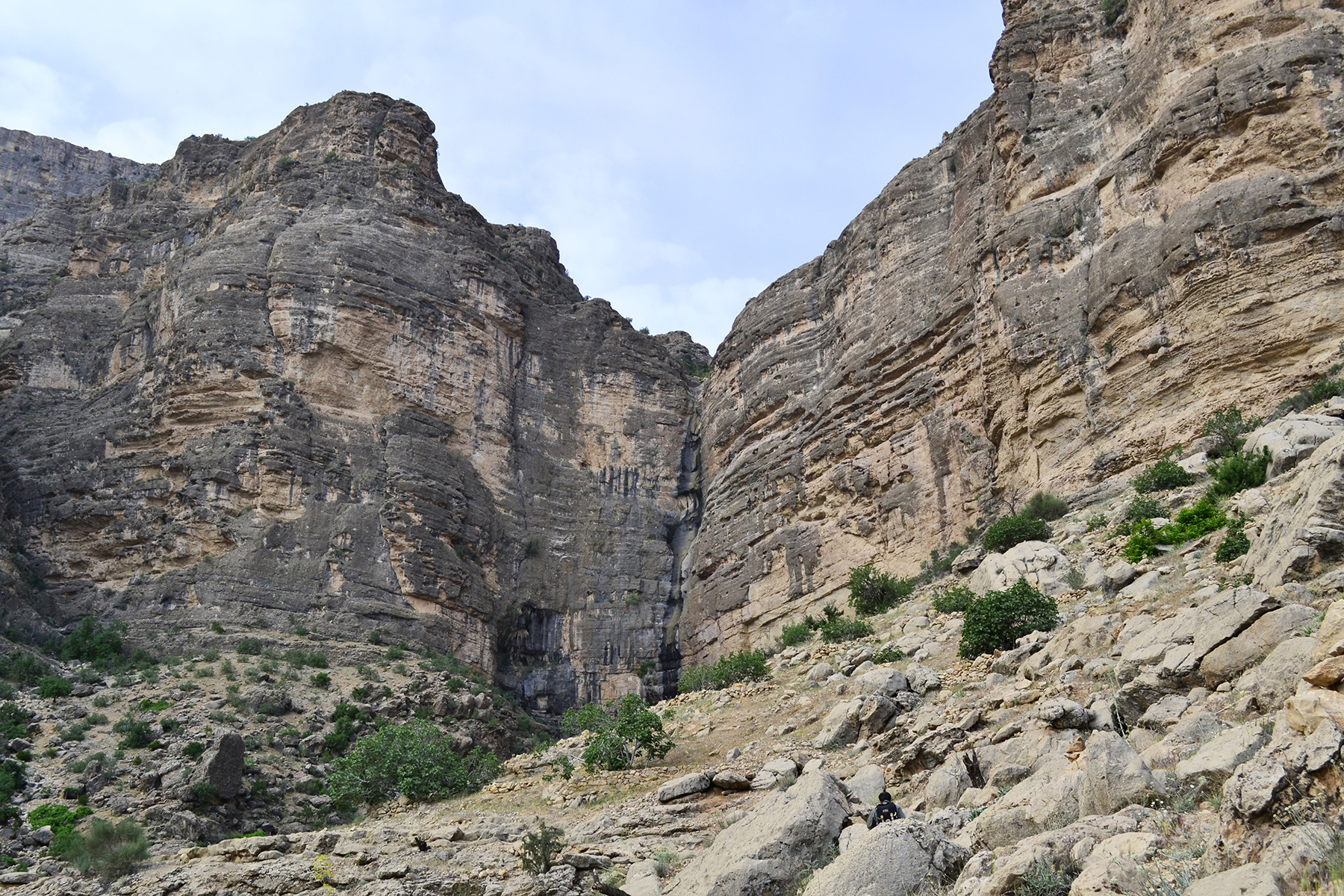
آبشار فصلی تارم در تابستان
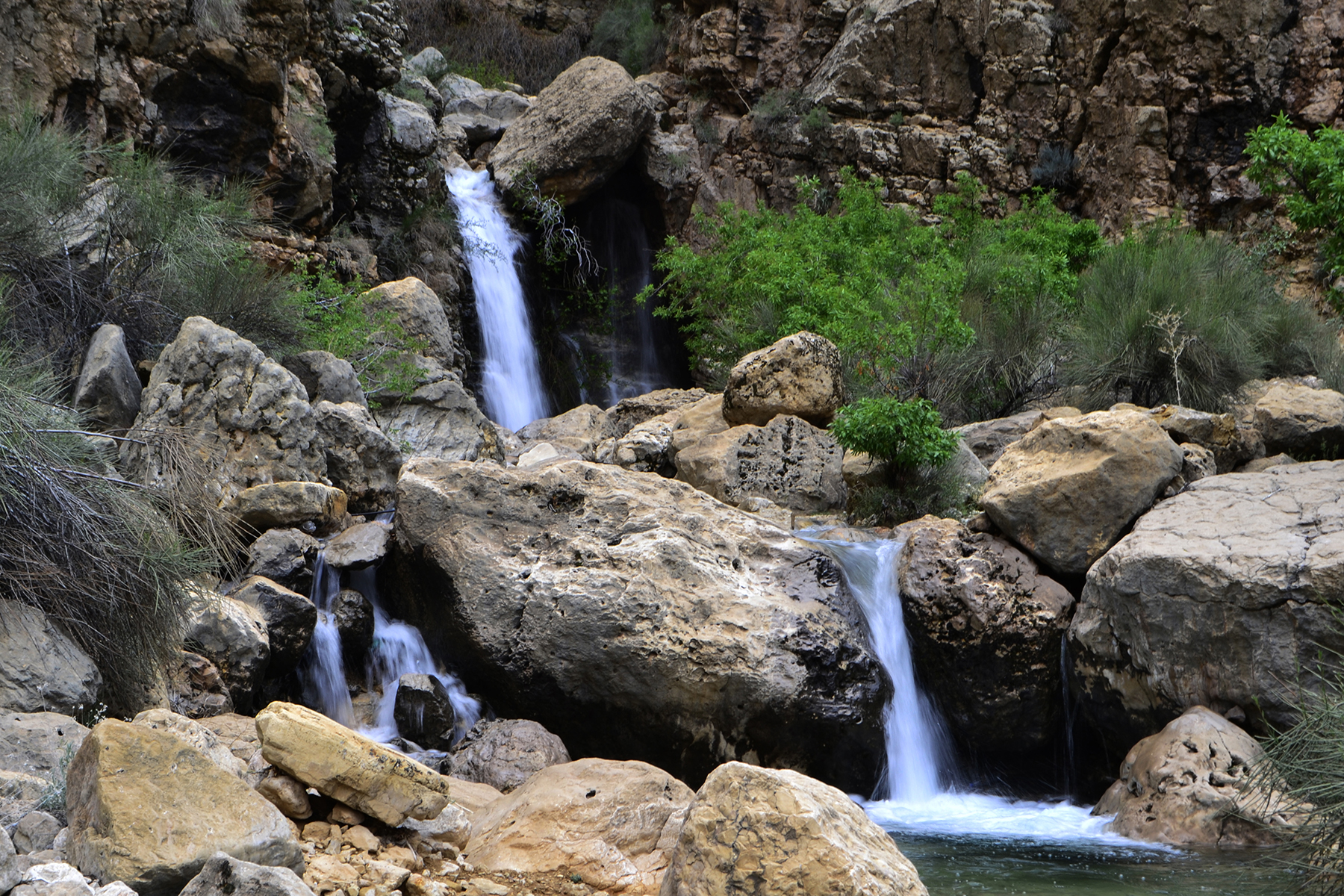
مجموعه ابشارهای پایین دست آبشار فصلی تارم
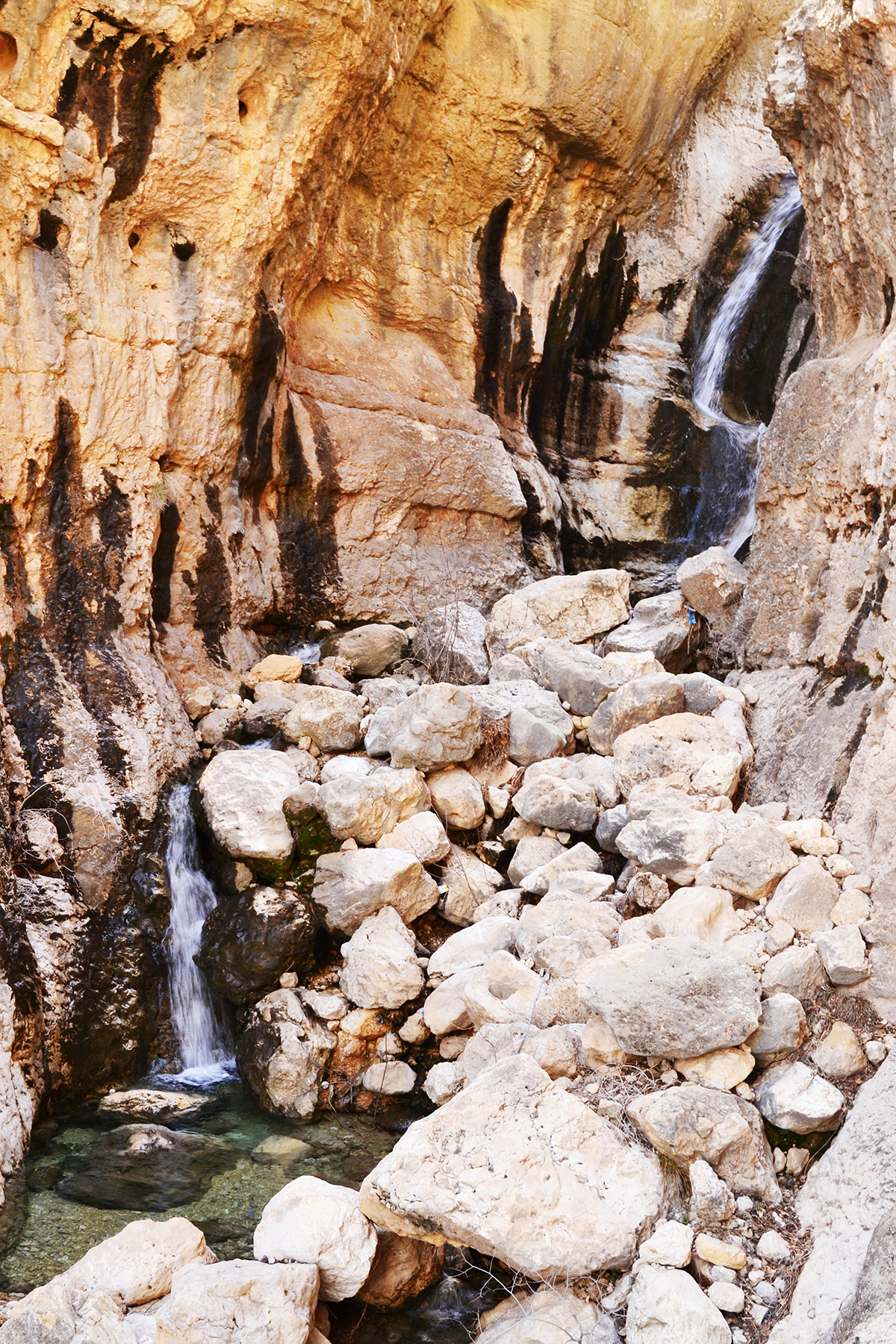
مجموعه ابشارهای پایین دست آبشار فصلی تارم
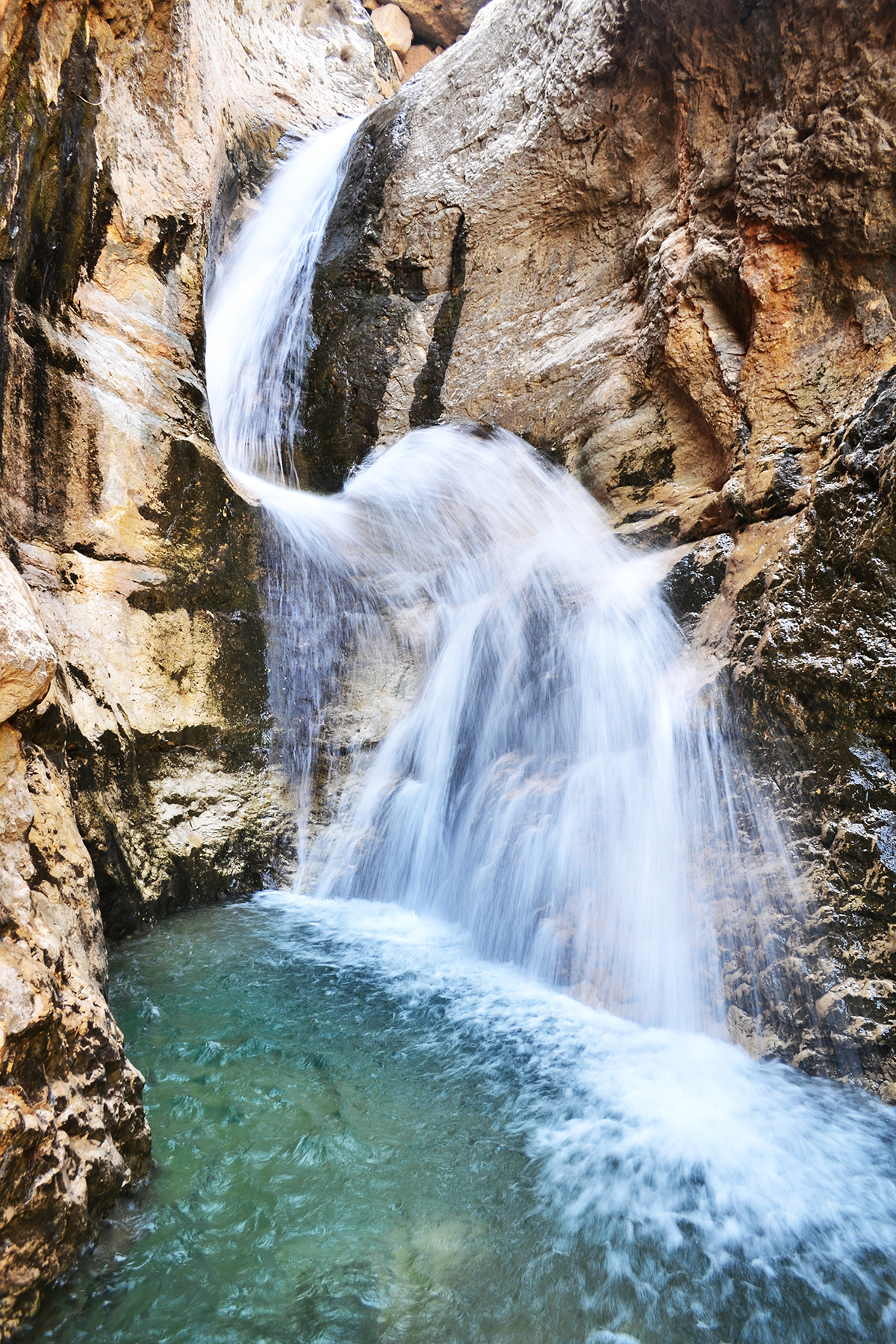
مجموعه ابشارهای پایین دست آبشار فصلی تارم
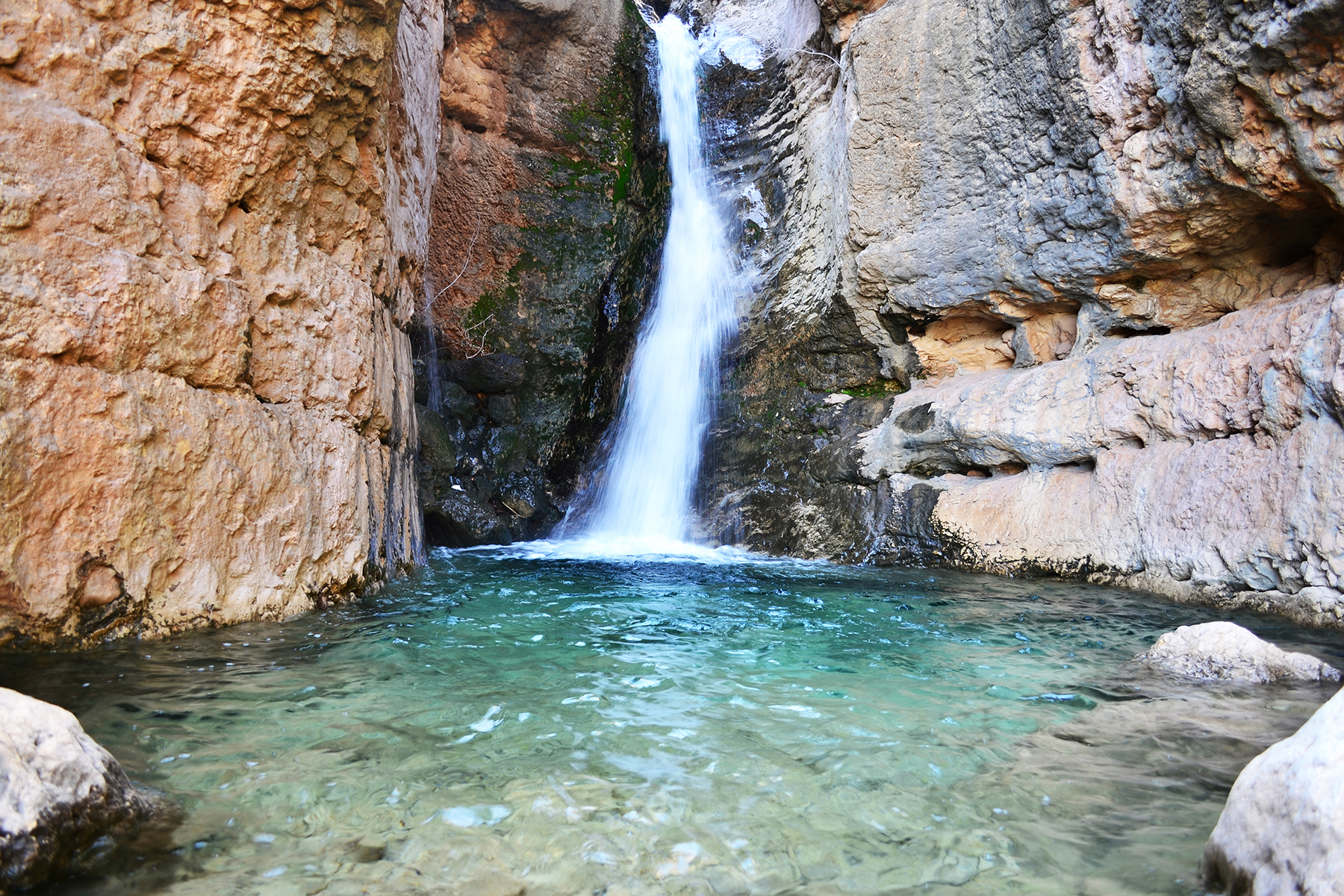
مجموعه ابشارهای پایین دست آبشار فصلی تارم
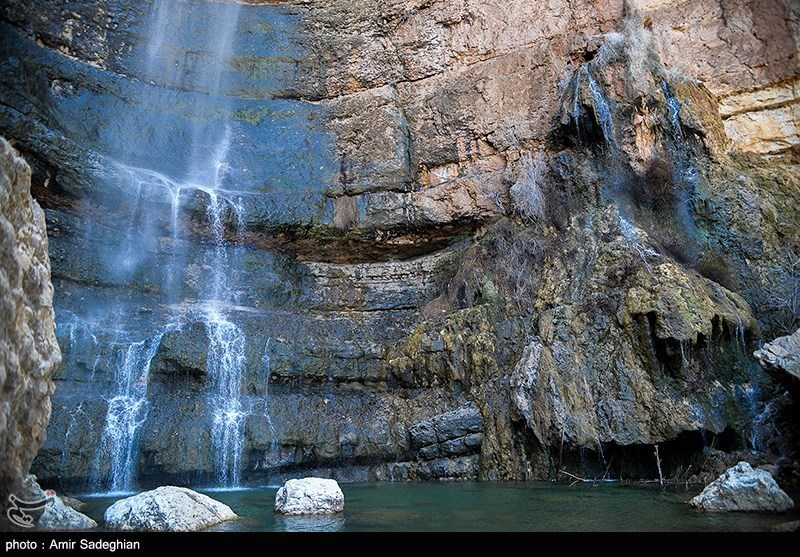
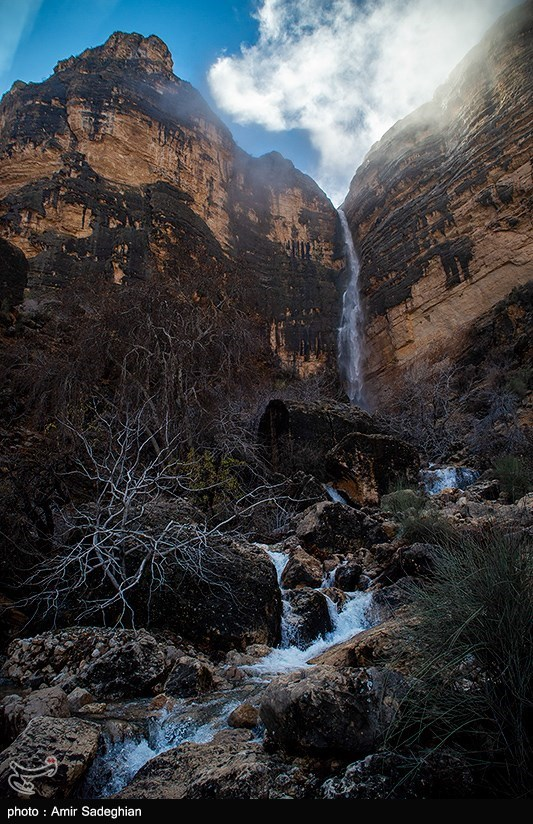
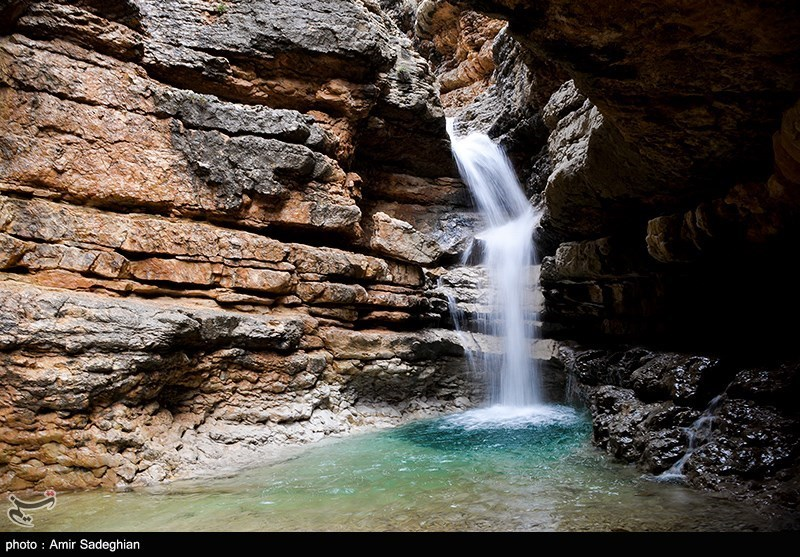
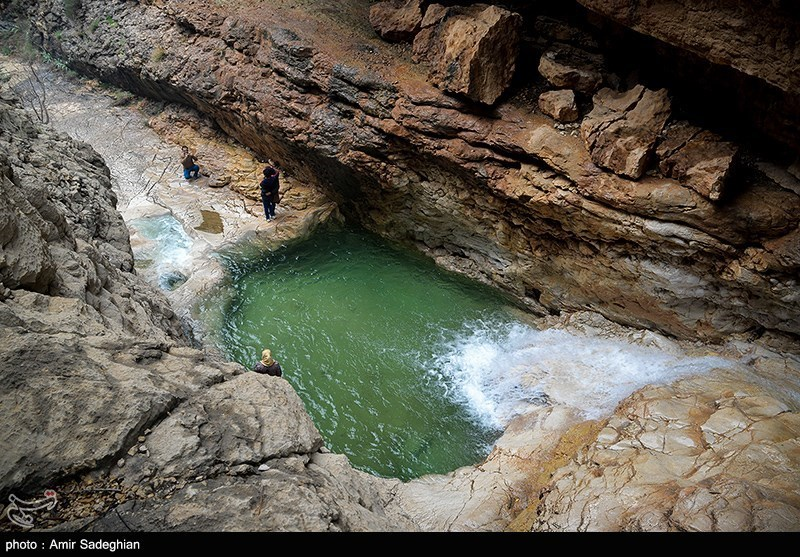
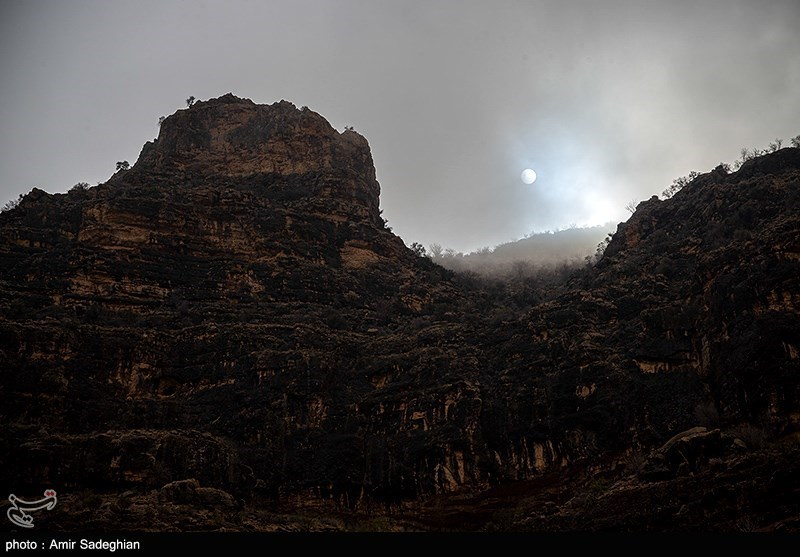